# 比圖縣
比圖縣（Bittou Department） 為布吉納法索中東大區布爾古省轄下的縣。該縣有27個城鎮。比圖（Bittou）為該縣的首府。1996年人口普查中該縣人口有34,496人。

## 友好城市
- 法國 沙托鲁